# Pilar Farjas
María Pilar Farjas Abadía (Samper de Calanda, 1959) es una médica, y política española, del ámbito gallego perteneciente al Partido Popular de Galicia (PPdeG), consejera de la Junta de Galicia (2009-2011) y secretaria general (2011-2014).

## Trayectoria
Es licenciada en Medicina por la Universidad de Zaragoza; así mismo es licenciada en Sociología por la Universidad Nacional de Educación a Distancia (UNED) y diplomada en Estudios Avanzados por la Universidad de La Coruña, y una maestría en Bioestadística.
En los años noventa trabajó como doctora en La Coruña, primero en los servicios de Sanidad Exterior (1992), y luego como subdirectora de Protección de la Salud de la Junta de Galicia. En 1997 pasa a ser directora general de Salud Pública, pero cuatro años más tarde, en 2001, regresó a la atención médica en la Unidad de vacunas del Servicio de Medicina preventiva del Complejo Hospitalario de La Coruña.
Al año siguiente, en 2002, siendo Ana Pastor ministra de Sanidad, se convirtió en directora ejecutiva de la Agencia Española de Seguridad Alimentaria. En 2004 regresó a la Junta de Galicia como jefa de gabinete de Henrique López Veiga. Al año siguiente, luego de la derrota electoral del PPdeG, volvió a su puesto como funcionaria, ejerciendo de jefa de servicio de Productos sanitarios de la Consejería de Sanidad y Servicios Sociales.
Fue también concejala en la ciudad de La Coruña, y diputada provincial, cargos que desempeñó hasta su nombramiento como consejera de Sanidad en abril de 2009, en el primer gobierno de la Junta de Galicia presidida por Alberto Núñez Feijóo.
El 30 de diciembre de 2011 fue nombrada secretaria general de Sanidad de España por el Consejo de ministros del gobierno de Mariano Rajoy, con quien abandonó esa consejería. En diciembre de 2014 dimitió tras la llegada del nuevo ministro Alfonso Alonso.

## Algunas publicaciones
- vicente Domínguez Hernández, maría pilar Farjas abadía. 2002. I Seminario de Vacunas del CHJC: del pasado al futuro, 2002. Editor Laboratorios Dr. Esteve, 146 pp.